# BML-190
BML-190 (Indometacin morfolinilamid) je lek koji se koristi u naučnim istraživanjima. On deluje kao selektivan inverzni agonist CB2 receptora. BML-190 je strukturni analog NSAID indometacina koji ima sasvim različita biološka svojstava. Neki izvori osporavaju aktivnost ovoj jedinjenja, i navode da je CB2 agonist umesto inverznog agonista. Razlog za to može da bude greška u klasifikaciji, ili alternativno moguće je da ovaj materijal proizvodi različite efekte u različitim tkivima i eksperimentalnim uslovima.